# Akinetopsja
Akinetopsja, znana też jako ślepota ruchu – niezwykle rzadka choroba neuropsychologiczna, w której pacjent nie jest w stanie widzieć poruszających się rzeczy, mimo że bez problemu widzi statyczne przedmioty, w związku z czym świat dla chorych na akinetopsję staje się pozbawiony ruchu. Większość informacji o tej chorobie pochodzi z pojedynczego przypadku pacjenta, zwanego LM. LM była 43-letnią kobietą, przyjętą do szpitala w październiku 1978 r. z bólami i zawrotami głowy. Obecnie nie ma skutecznej metody leczenia akinetopsji.